# 1754 w polityce

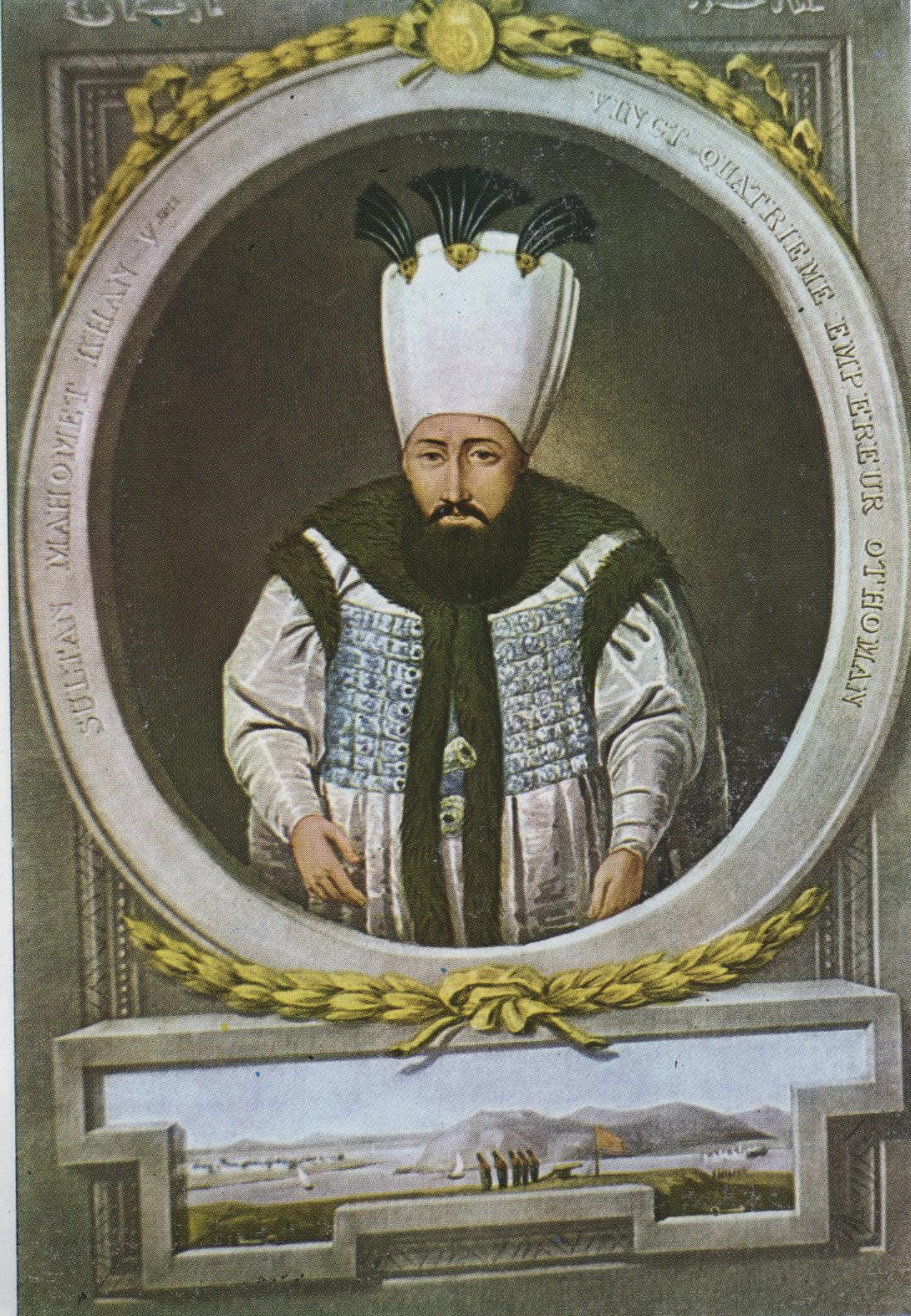
Mahmud I

Wydarzenia polityczne w 1754 roku.

## Zmarli
- Mahmud I, sułtan turecki[1].